# ЕИ Југорендген

Еи Југорендген (скраћено Еи ЈГРД или само ЈГРД) је фабрика рендген цеви и рендген апарата која постоји од самог оснивања Завода РР 1948, а касније као радна организација ЕИ Ниш. Данас Еи Југорендген послује као акционарско друштво и бави се производњном рендген цеви.
Године 2021. проглашена је ликвидација предузећа.

## Историја
Током посете Сименсу 1947. године, др Лазар Петровић прихвата идеју немачких стручњака да уместо куповине рендген цеви откупи комплетно постројење и лиценце за производњу рендген цеви и апарата као и радио цеви и радиоапарата. Прва искустуства и обуке радника Завода РР била су управо у Немачкој на ремонту постројења за производњу рендген цеви оштећеног у рату. Припрема и почетак производње цеви одвија се почетком педесетих у малом одељењу Завода РР. Даљим развојем и радом испоставило се да управо ова област производње постаје примарна и препознатљива делатност ЕИ Ниш.
Први велики корак остварен је 1952. године када одељење добија већи број факултетски образованих инжењера електротехнике и машинста, као и физичара, хемичара и радника из стручних школа. Прва рендген цев у Заводима РР произведена је управо те године. Први домаћи рендген апарат под називом Моравица, направљен је и монтиран 1953. године (након 15 година рада, апарат је откупљен и чува се у Нишу као историјски експонат). Током 1953. године произведено је 10 апарата типа Моравица што је задовољило комплетно југословенско тржиште, а неколико је извезено у околне земље. Укупно је произведено 1500 Моравица. Након тога, развијен је нови апарат - Неретва који је изашао у више модификација и примерака него претходни.
Пошто су Заводи РР и рендген одељење брзо напредовали и ширили обим производње, било је потребно освајати нова тржишта и комплексније апарате па је због стицања нових знања и унапређења производње потписан кооперантски уговор са Сименсом и касније Филипсом. Нови партнери донели су и много нових модела у производњу који постају све више тражени и на страном тржишту. Након кратке кризе у односима са Сименсом, 1969. године потписан је нови, опширнији уговор према ком Југорендген производи део апарата за Сименс по њиховим лиценцама који се извозе на светско тржиште.